# Brassinosteroide

Strukturformel von Brassinolid

Brassinosteroide (BR) sind ubiquitäre Phytohormone. Die Steroidverbindungen wurden erstmals 1970 aus Raps (Brassica napus) isoliert (in 230 kg Rapspollen fand man 10 mg Brassinolid).
Bekannt sind bisher ungefähr 70 Verbindungen. Brassinosteroide regulieren mit anderen Phytohormonen die Entwicklung und das Wachstum von Pflanzen.

## Struktur
Bei den Brassinosteroiden handelt es sich von Struktur und Synthese her um Triterpene. Es sind Steranderivate mit einem 7-zähligen Ring B, der ein Sauerstoff-Heteroatom enthält. Ihre Struktur ähnelt stark der von Cholesterol, dem Vorläufer tierischer Steroidhormone. Das wirksamste Brassinosteroid ist Brassinolid (BL), welches zuerst aus Raps (Brassica napus) isoliert wurde und zu einem verstärkten Längenwachstum führt.

## Biosynthese
Die Biosynthese erfolgt vermutlich in den Plastiden aller pflanzlicher Gewebe. Sie geht von der plastidären Terpenoidsynthese über den Methylerithritolphosphatweg (MEP-Weg) aus. Über den MEP-Weg entsteht Isopentenylpyrophosphat (IPP). Durch Kondensation wird aus drei IPP Farnesylpyrophosphat (FPP), und aus zwei FPP wird Squalen. Aus Squalen wird durch Zyklisierung und mehreren Zwischenschritten Campesterol gebildet, ein häufiges Sterol in pflanzlichen Membranen. Dieser Weg ähnelt stark dem Steroidsyntheseweg in Tieren. Dieser geht jedoch von IPP aus den tierischen Mevalonatweg (MVA-Weg) im Cytoplasma aus.
Aus Campesterol entsteht Brassinolid über eine Reaktionskette, an der Cytochrom P450-abhängige Hydroxylasen und eine Reduktase beteiligt sind.
Die Inaktivierung kann enzymatisch durch Oxidasen stattfinden. Der Transport von Brassinosteroiden findet wahrscheinlich in Form von verschiedenen Zwischenstufen im Phloem und Xylem des pflanzlichen Leitgewebes statt, oft wirken sie jedoch wohl auch nahe ihrem Syntheseort.

## Physiologische Wirkungen
Brassinosteroide fördern unabhängig von anderen Phytohormonen die Entwicklung und das Wachstum von Pflanzen. Ein Extrakt der Gewöhnlichen Pechnelke enthält eine relativ große Menge von Brassinosteroiden, welche sich nachweislich positiv auf das Wachstum anderer Pflanzen auswirken. Sie wirken (auch im Vergleich zu anderen Phytohormonen) bereits in sehr geringen Konzentrationen. Mangelmutanten weisen Zwergwuchs, herabgesetzte Apikaldominanz, verstärkte Anthocyansynthese und geringe Fertilität auf.
Zellteilung und -streckung
Brassinosteroide fördern das Sprosswachstum ähnlich wie, aber additiv zu Auxinen, durch Induktion der Zellteilung und Streckungswachstum (Säurewachstum durch Aktivierung von Protonenpumpen). Sie steuern auch die Ausbildung des Pollenschlauches zur Befruchtung. Das Wurzelwachstum wird jedoch durch Brassinosteroide gehemmt. Additiv zu Auxinen  verstärken  BR auch die Apikaldominanz (wodurch so das Austreiben von Seitenknospen gehemmt wird) und den Gravitropismus.
Zelldifferenzierung
Brassinosteroide führen zur Gefäßbildung, speziell zur Differenzierung des Xylems.
Des Weiteren sind sie essentielle Steuerungsfaktoren dem Etiolement z. B. bei der Skotomorphogenese (Entwicklung im Dunkeln) und hemmen die Anthocyanbildung, die der Pflanze zum Schutz vor UV-Licht dient.
Seneszenz
Die Seneszenz der Blätter wird durch Brassinosteroide verstärkt.
Ethylensynthese
Brassinosteroide können im Blatt auch die Ethylenbiosynthese fördern. Das führt zu verlangsamten Wachstum der Unterseite des Blattstiels und damit zur Epinastie (Krümmen der Blätter nach unten).
Stress-/ Pathogenresistenz
Außerdem scheinen Brassinosteroide mit Stress- und Krankheitsresistenz in Verbindung zu stehen und zum Beispiel die Kälteresistenz zu steigern.

## Molekulare Wirkungen
Die  Perzeption von Brassinosteroide erfolgt in der Zellmembran (obwohl sie als lipophile Moleküle durch die Membran diffundieren können). Der dafür zuständige Membranrezeptor wird nach der entsprechenden Mutante BRI1 (BRassinosteroid Insensitive 1) genannt. Es handelt sich um ein Homodimer, das als Serin/Threonin-Kinase wirkt. Normalerweise (ohne Brassinosteroide) ist BRI1 inaktiv, während eine zweite Kinase (BIN2: Brassinosteroid INsensitive 2) im Cytoplasma aktiv ist. BIN2 phosphoryliert die beiden Transkriptionsfaktoren BZR1 und BES1, die daraufhin im Proteasom abgebaut werden. Durch Einwirkung von Brassinosteroiden wird der Rezeptor BRI1 aktiviert, der dann BIN2 inaktiviert. Die Transkriptionsfaktoren BZR1 und BES1 werden nicht mehr abgebaut und induzieren die Genexpression Brassinosteroid-regulierter Gene.
Brassinosteroid-regulierte Gene dienen zum Beispiel der Synthese von Zellwandbausteinen und dem Etiolement.